# Derectaotus palpatus
Derectaotus palpatus är en insektsart som beskrevs av Lucien Chopard 1936. Derectaotus palpatus ingår i släktet Derectaotus och familjen Mogoplistidae. Inga underarter finns listade i Catalogue of Life.